# Yotam Silberstein
Yotam Silberstein (* 1982 in Tel Aviv) ist ein israelischer Jazz- und Fusionmusiker (Gitarre, Komposition).

## Leben und Wirken
Silberstein, der in Tel Aviv aufwuchs, begann im Alter von zehn Jahren Gitarre zu spielen; zunächst konzentrierte er sich auf Rockmusik und Blues. Mit 15 Jahren wurde er an der Yigal Alon-High School for the Arts aufgenommen, wo er Jazz bei Walter Blanding und Amit Golan studierte. Während seiner Highschool-Zeit gewann er viele lokale Wettbewerbe. Nach Privatstudium bei Barry Harris und Kurt Rosenwinkel in New York leistete er seinen Wehrdienst in der Israelischen Armee, wo er 3 Jahre lang als musikalischer Leiter, Arrangeur und Leadgitarrist diente. In dieser Zeit spielte er mit vielen von Israels Spitzen-Jazzmusikern. 2003 veröffentlichte er sein Debütalbum mit dem Titel The Arrival bei Fresh Sound New Talent. Der Erfolg des hochgelobten Albums ermöglichte ihm eine ausgedehnte Tournee durch Europa und den Nahen Osten. Mit 21 Jahren gewann er mit seinem Trio einen Wettbewerb als „Israelischer Jazzmusiker des Jahres“ und trat in Italien bei Umbria Jazz auf.
Im August 2005 erhielt Silberstein ein Stipendium für ein Studium an der New School for Jazz and Contemporary Music in New York City. Schon bald trat er mit Musikern wie James Moody, Curtis Fuller, Louis Hayes, Jimmy Heath, Frank Wess, Junior Mance, James Spaulding, Roy Hargrove, Pat Martino, Jorge Rossy, Jon Faddis, Antonio Hart, Avishai Cohen, Kenny Barron oder Peter Bernstein auf. Überdies war er an Aufnahmen zu John Patituccis Trio-Album Irmaos de Fe, zu Monty Alexanders Grammy-nominiertem Harlem-Kingston Express Live! oder zu David Sanborns & Marcus Millers Time & the River beteiligt.
Silberstein legte weitere Alben unter eigenem Namen vor und ist mit eigenen Bands in Clubs und auf Jazzfestivals in Europa, Japan, Südamerika, Asien und den USA aufgetreten. Als Komponist von Filmmusik erhielt er 2013 den Sundance Time Warner Award.

## Diskographische Hinweise
- Brazil (Jazz Legacy Productions 2011, mit David Feldman, John Lee, Vanderlei Pereira, Sharel Cassity sowie Roy Hargrove, Paquito D’Rivera, Toninho Horta und Claudio Roditi)[3]
- The Village (Jazz & People 2016, mit Aaron Goldberg, Reuben Rogers, Gregory Hutchinson)[4]
- Future Memories (Jazz & People 2019, mit Vitor Gonçalves, Glenn Zaleski, John Patitucci, Daniel Dor)[5]
- Standards (2024), mit George Coleman, John Patitucci, Billy Hart